# Максим Горький и Фёдор Шаляпин (мемориальная композиция)
«Максим Горький и Фёдор Шаляпин» — мемориальная композиция, установленная в 2023 году в Казани, на стене здания Музея А. М. Горького и Ф. И. Шаляпина (ул. Горького, 10) в память о двух великих деятелях русской культуры, которые были тесно связаны между собой узами личной дружбы и жизнью в этом городе. 

## Описание
Мемориальная композиция «Максим Горький и Фёдор Шаляпин» представляет собой объёмную настенную инсталляцию, состоящую из трёх основных элементов: двух сопоставимых по размеру бюстов — писателя Максима Горького и оперного певца Фёдора Шаляпина, а также металлического панно «Виды Казани рубежа XIX и XX веков». 
На плоском панно, размещённом вертикально на стене, отображены с использованием приёма линейной перспективы знаковые архитектурные объекты Казани того времени: главное здание Казанского университета, городской театр, сгоревший в 1919 году, а также фрагмент стены Казанского кремля с Тайницкой башней, Дворцовой церковью и башней Сююмбеки. Тонкие продольные металлические планки, спаянные в определённом порядке и под определённым углом, создают ощущение пространственной перспективы, в которой находятся вышеуказанные объекты. Композиция панно дополнена фигурками людей, изображением конных пролёток и деревьев, формы и размер которых вписаны в перспективу.
Сюжет панно с видами Казани рубежа XIX и XX веков служит фоном для двух скульптурных портретов — расположенного с левой стороны бюста молодого Алексея Пешкова (Максима Горького), и с правой стороны — бюста Фёдора Шаляпина. Оба бюста установлены на металлические подставки, которые, с одной стороны, прикреплены к стене здания, с другой — опираются на землю с помощью длинных вертикальных четырёхгранных металлических прутьев.
Главная идея композиции — это память о двух великих деятелях русской культуры — писателе Максиме Горьком и оперном певце Фёдоре Шаляпине, жизнь которых напрямую связана с Казанью. 
Автором бюста Алексея Пешкова (Горького) является казанский скульптор Иван Новосёлов. Бюст отлит в 1967 году и с того времени находится у Литературно-мемориального музея А. М. Горького (с 2018 года — Музей А. М. Горького и Ф. И. Шаляпина), лишь поменяв с течением времени место дислокации. 
Бюст Фёдора Шаляпина является современной работой, созданной специально для этой мемориальной композиции в размерах и стилистике близкой к бюсту Алексея Пешкова. Автором бюста Фёдора Шаляпина, как и настенного металлического панно «Виды Казани рубежа XIX и XX веков», является казанский скульптор Зульфия Мухамедьянова.     

## История

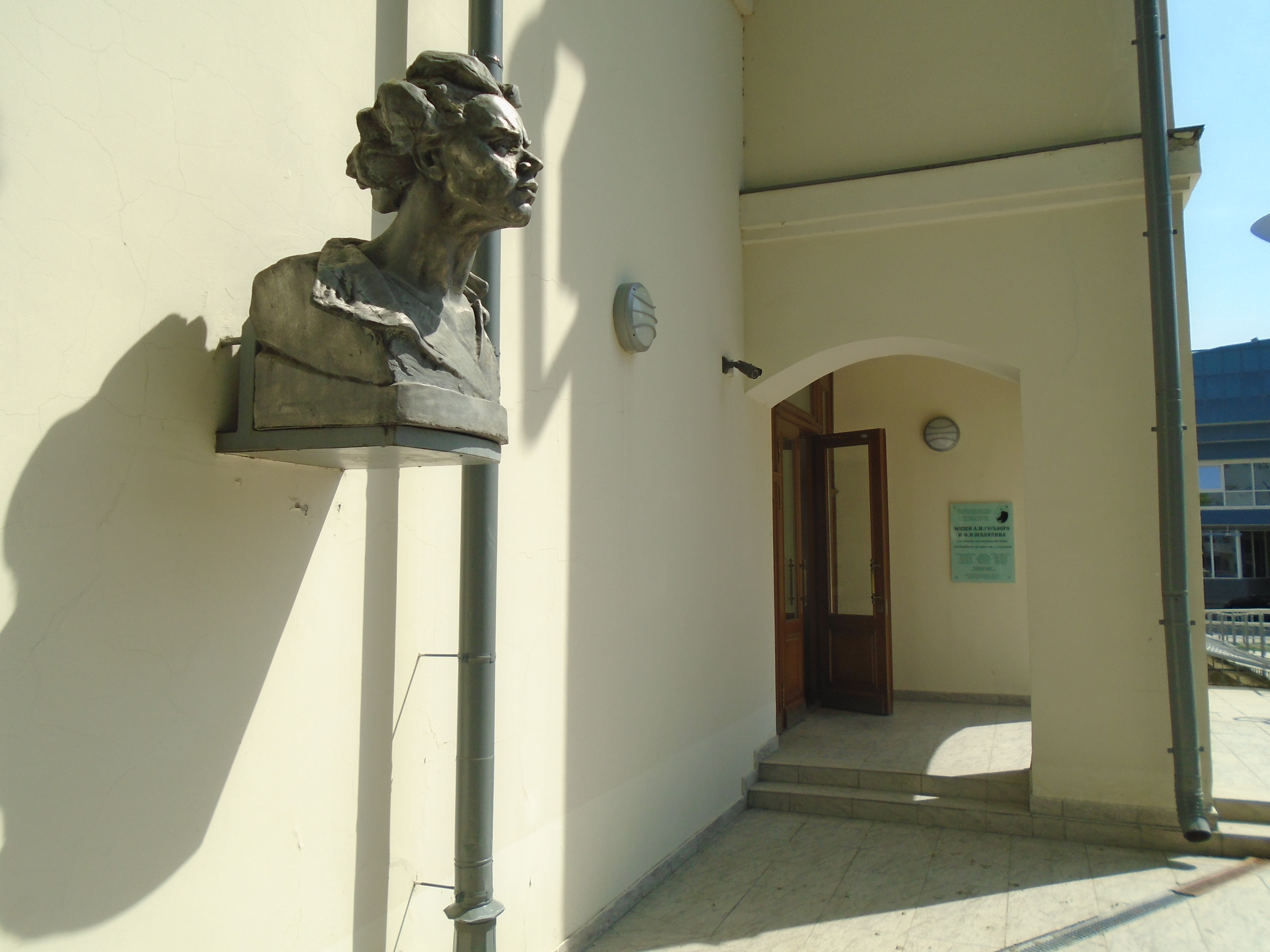
Размещение бюста Алексея Пешкова после реконструкции музея 2012 года

В 1967 году у Литературно-мемориального музея А. М. Горького, около угловой части музейного здания, в подвале которого в 1880-х годах находилась булочная А. С. Деренкова, был установлен бюст молодого Алексея Пешкова (Максима Горького) работы И. А. Новосёлова. Это был второй бюст писателя, установленный у его музея; он пришёл на смену более ранней скульптуре — бюсту начала 1950-х годов. Бюст Алексея Пешкова работы И. А. Новосёлова изначально стоял на прямоугольном постаменте, облицованном плитами полированного гранита, с лицевой стороны которого была прикреплена табличка с надписью: «Алексей Пешков (М. Горький)» (автор архитектурной части памятника-бюста — П. Т. Сперанский).  
В 1985—1988 годах Литературно-мемориальный музей А. М. Горького был реконструирован и расширен: к нему пристроили просторное двухэтажное здание на высоком цоколе, в котором сделали главный вход в музей. Перед входом на возвышении появилась небольшая площадка, на которую в 1987 году переместили постамент с бюстом Алексея Пешкова работы И. А. Новосёлова, установив их у стены. 
В 2012 году, когда проводилась ещё одна реконструкция музея, постамент демонтировали, а бюст Алексея Пешкова установили на том же месте, но уже на навесной полке, прикреплённой к стене здания. 
Последние изменения произошли в 2023 году, когда бюст писателя стал частью мемориальной композиции «Максим Горький и Фёдор Шаляпин», однако его положение относительно здания музея фактически не изменилось.           

## Оценки бюста Алексея Пешкова (1967)
Бюст Алексея Пешкова работы И. А. Новосёлова 1967 года получил неоднозначные оценки среди искусствоведов.
Известный казанский искусствовед Анатолий Новицкий дал этой работе сдержанную характеристику, оценив по достоинству творческий замысел, но не забыв отметить недостатки, которые он усмотрел в скульптуре.

Бюст решён в подчёркнуто романтическом плане. Основная художественно-образная идея — устремлённость молодого А. Пешкова в неизведанное будущее. Скульптура как бы овевается ветром. Этот художественный приём выражает душевный порыв юноши. Однако впечатление от интересно задуманного памятника несколько снижается недостатками пластического решения — вялостью и некоторой приблизительностью формы.— Новицкий А. И.
Возможно, на такие оценки повлиял тот факт, что И. А. Новосёлов изначально был живописцем, но в 1950-х годах он обратился к скульптурному творчеству, хотя и не имел профильного образования скульптора. 
Современный искусствовед Дина Хисамова, напротив, даёт высокую оценку работе И. А. Новосёлова, особо отмечая творческий контекст времени, в котором создавался бюст Алексея Пешкова (1960-е годы). По её словам, в Татарстане это был период, когда велись поиски новых способов пластического выражения, когда на смену «плакатным» образам стали приходить скульптурные произведения, наполненные романтикой и динамикой. И. А. Новосёлов был одним из первых татарстанских скульпторов, кто стал следовать новым тенденциям в творчестве.

Более всего эти поиски проявились в работе над бюстом Алексея Пешкова для фасада здания музея А. М. Горького. Скульптор наделяет образ повышенной романтикой, устремлённостью к благородной цели, юношеским задором, ощущением полноты жизни. Очень удачно найдено автором соотношение погрудного изображения и постамента. Открытая, удлинённая в пропорциях шея, несколько приподнятый кверху подбородок, развевающаяся на ветру копна волос, выразительные скулы, взгляд, наполненный уверенной силой, всё в скульптуре говорит о динамичной, сложной, очень выразительной характеристике героя — «буревестника» революции.— Хисамова Д. Д.